# Massimiliano Mannucci
Massimiliano Mannucci (Firenze, 20 settembre 1970) è un astronomo amatoriale italiano di professione perito meccanico.
Il Minor Planet Center gli accredita la scoperta dell'asteroide 16847 Sanpoloamosciano effettuata l'8 dicembre 1997 in collaborazione con Nico Montigiani.
Ha inoltre contribuito ad individuare la natura cometaria di 277P/LINEAR inizialmente identificato come asteroide.
Infine ha contribuito alla scoperta della natura variabile della stella GSC 5839-905.